# Gaddo Gaddi
Gaddo Gaddi (1239 - 1312) fue un pintor italiano del siglo XIII.
Fue padre de Taddeo Gaddi. Estuvo activo como artista durante la segunda mitad del siglo XIII. Se le han atribuido diversas obra, algunas de ellas de elevada calidad.
Entre sus obras más destacadas están parte del mosaico de la bóveda del Baptisterio de San Juan (Florencia) y la pintura de la luneta de la contrafachada de Santa María del Fiore, (La coronación de la Virgen), ambas obras atribuidas a Gaddo Gaddi por Giorgio Vasari en su libro Le Vite.